# Ish Wainright

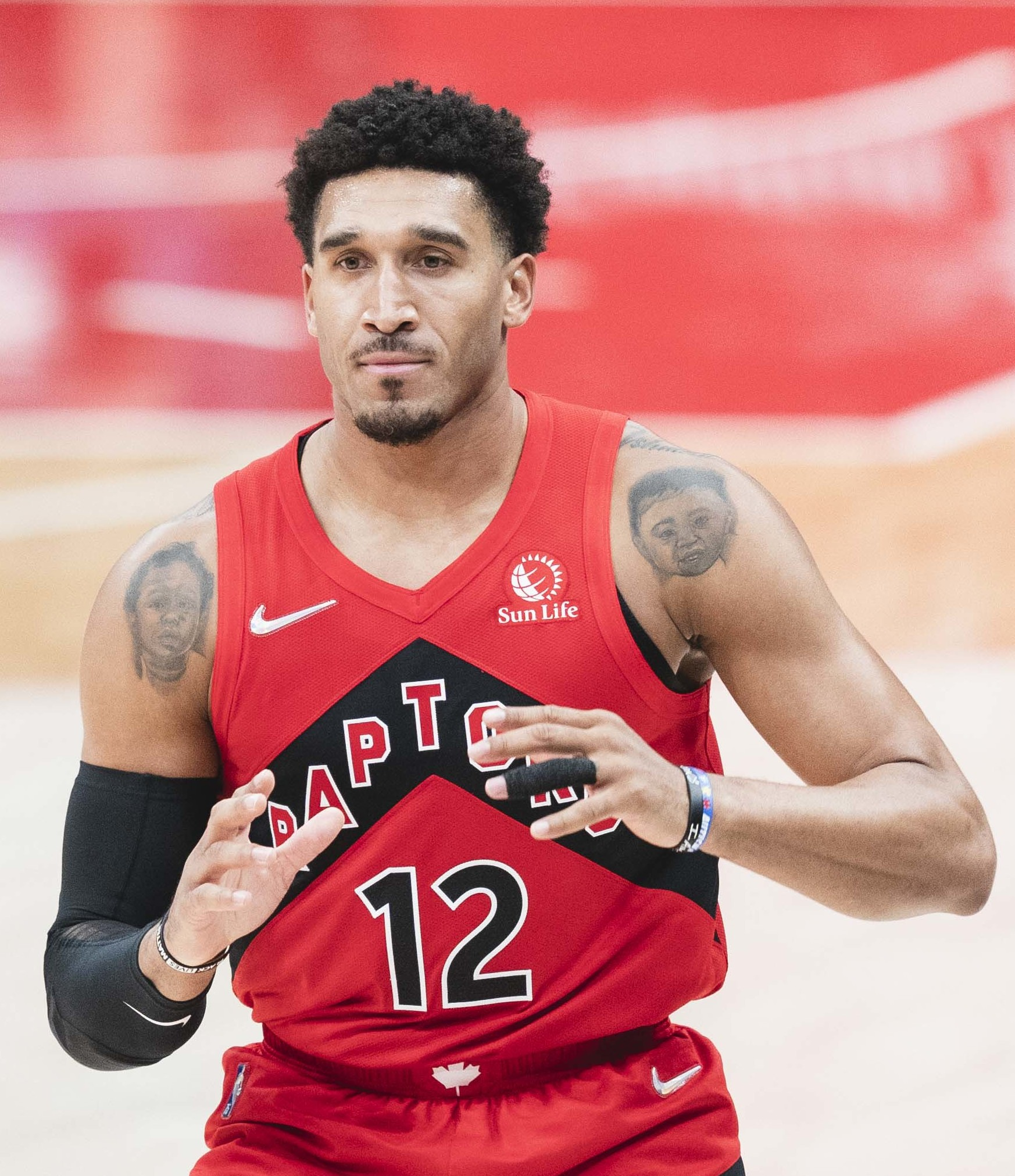
Ish Wainright, 2021.

Ishmail Carzell "Ish" Wainright, född 12 september 1994 i Kansas City, Missouri i USA, är en ugandisk-amerikansk professionell basketspelare (PF/SF) som spelar för Phoenix Suns i National Basketball Association (NBA). Han har tidigare spelat för Portland Trail Blazers.
Wainright har också spelat som proffs i Frankrike och Tyskland.
Han blev aldrig NBA-draftad.
Innan Wainright blev proffs studerade han vid Baylor University och spelade för deras idrottsförening Baylor Bears. Wainrights sista år vid Baylor, spelade han amerikansk fotboll för idrottsföreningen. Efter Wainwright lämnade Baylor University skrev han på för Buffalo Bills i National Football League (NFL), Wainright lyckades dock inte att få plats i Bills slutliga trupp inför NFL-säsongen.
Han var barnbarn till Maurice King.